# Hans Canon

Hans Canon

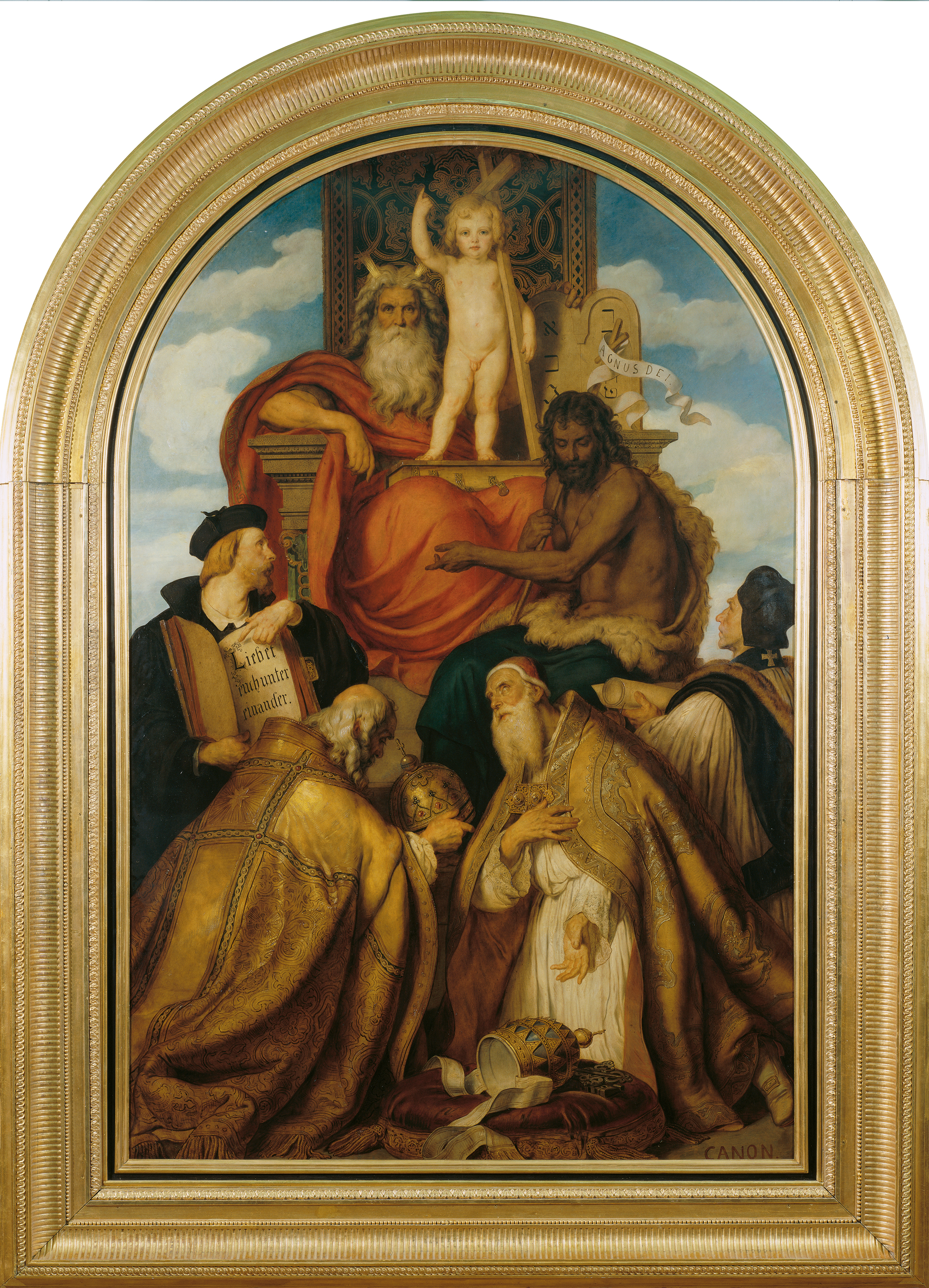
Die Loge Johannis, 1873, Belvedere, Wien

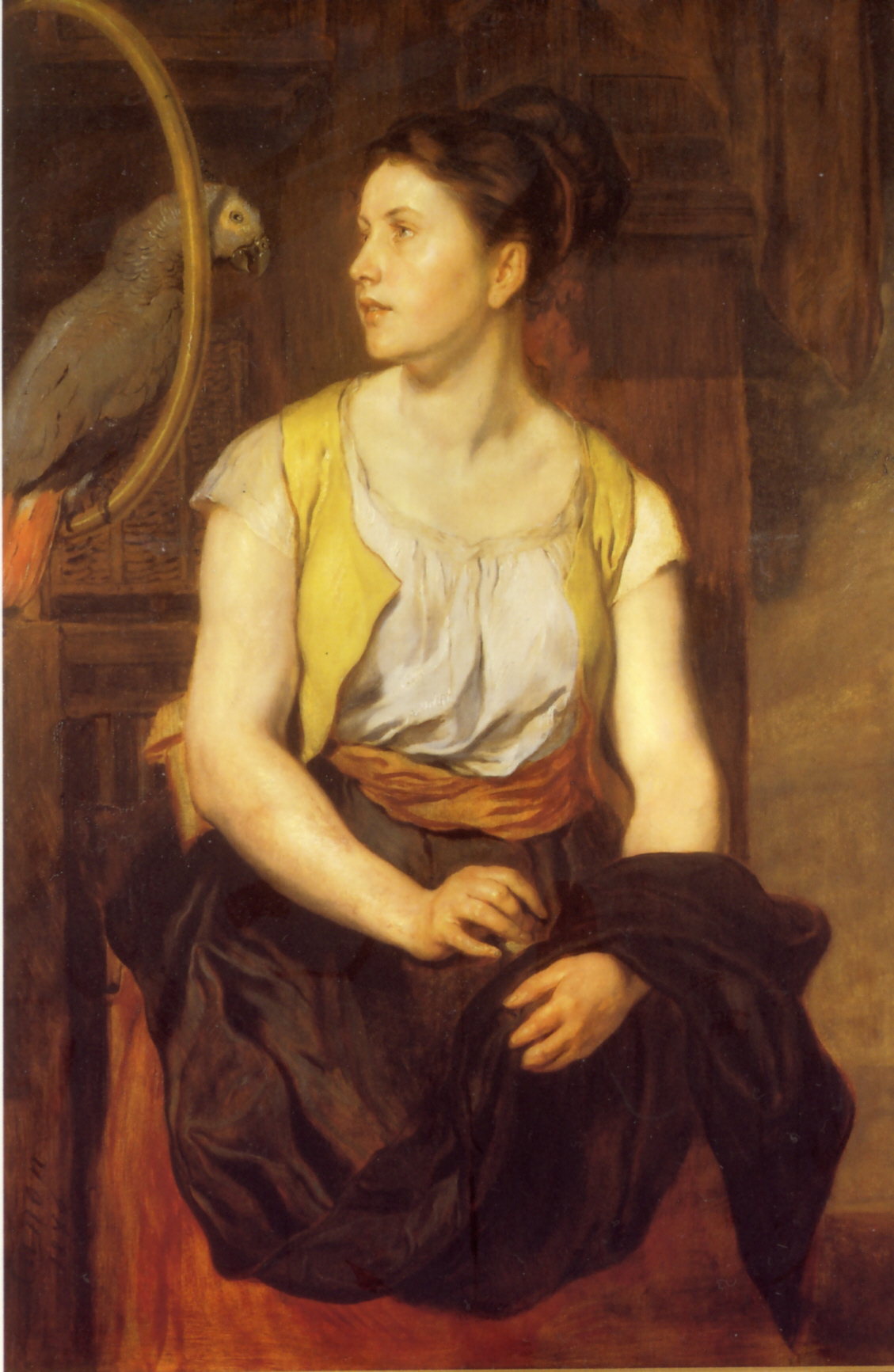
Mädchen mit Papagei, 1876, Belvedere, Wien

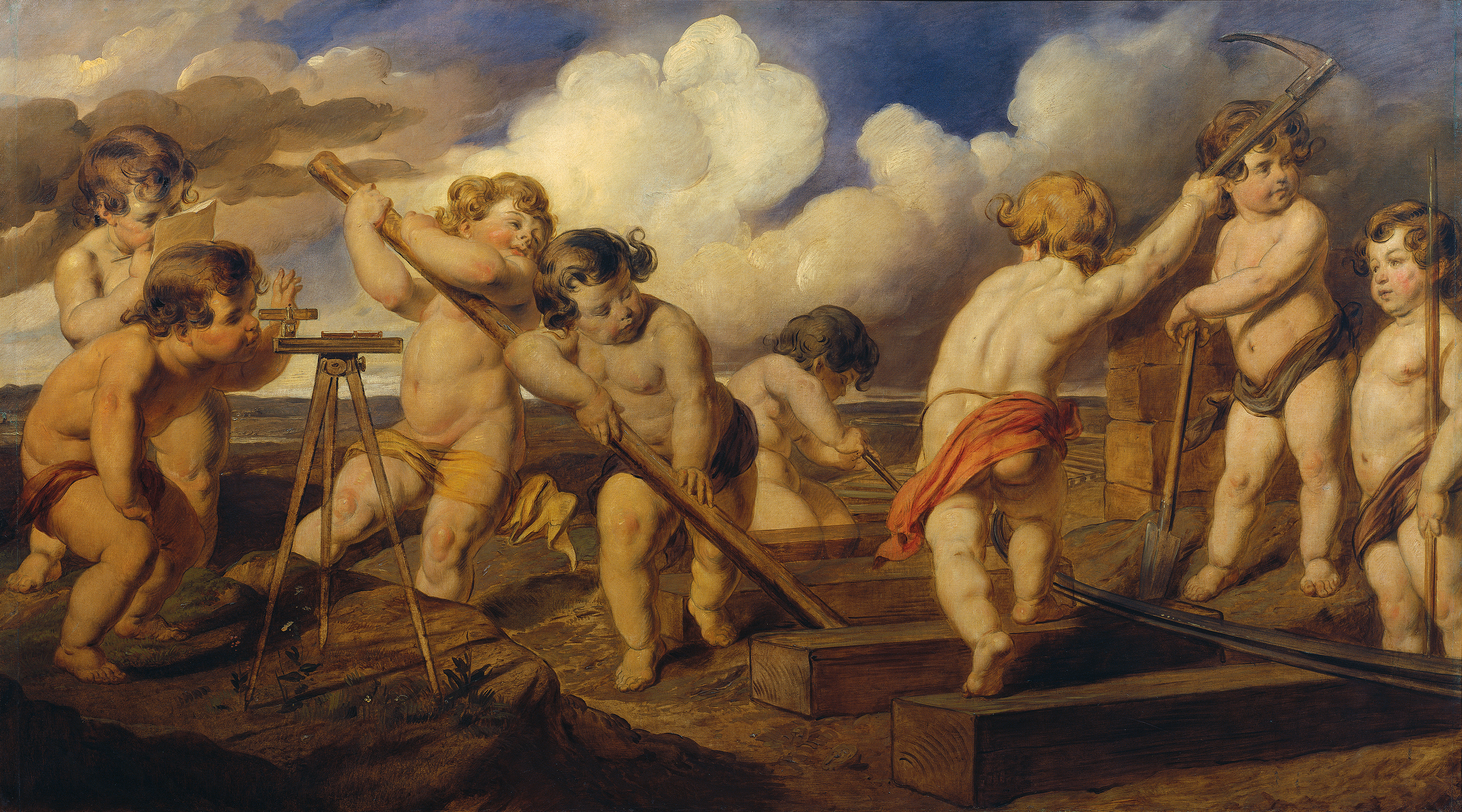
Putten beim Bahnbau, um 1876, Belvedere, Wien

Hans Canon (* 15. März 1829 in Wien; † 12. September 1885 ebenda; eigentlich Johann Strašiřipka) war ein österreichischer Maler.

## Leben
Canon wurde in der Jägerzeile in Wien (heute Praterstraße 68) geboren. Er studierte ab 1845 an der Akademie der bildenden Künste und war Schüler von Ferdinand Georg Waldmüller und Carl Rahl. Dazwischen war Canon bis 1855 Offizier in der österreichischen Armee, ehe er sein Studium an der Akademie abschloss. Es folgten Studienreisen durch Westeuropa, Italien und den Orient. Von 1860 bis 1869 hielt sich Canon in Karlsruhe auf. Er heiratete 1866 Katharina Buchhold. Von 1869 bis 1874 lebte er in Stuttgart und kehrte 1874 nach Wien zurück. 1882 heiratete er ein zweites Mal, und zwar Amalie Veranneman van Watervliet. Hans Canon starb 1885 in der Rasumofskygasse 27 und wurde auf dem Matzleinsdorfer Evangelischen Friedhof (Gruppe 19, Nr. 159) bestattet.

## Leistung
Hans Canon war Historien- und Porträtmaler des Historismus und der Ringstraßenzeit und Zeitgenosse von Hans Makart. Er orientierte sich an den alten Meistern, besonders an Peter Paul Rubens und Tizian. Neben seinen Ölbildern schuf Canon auch eine Reihe von Monumentalbildern an öffentlichen Gebäuden der Ringstraßenzeit.

## Ehrungen
1891 wurde die Canongasse in Wien-Favoriten nach dem Künstler benannt. Als dieser Straßenzug 1894 in einer anderen Gasse aufging, widmete man Canon eine ebenfalls Canongasse genannte Straße in Wien-Währing. 1905 wurde im Wiener Stadtpark bei Johannesgasse und Kursalon  ein Bronzestandbild von Rudolf Weyr errichtet (Canondenkmal). Am Geburtshaus Praterstraße 68 und an seinem Wohnhaus Währinger Straße 81–83 befinden sich Gedenktafeln mit Büsten.
1948 wurde anlässlich 80 Jahre Wiener Künstlerhaus eine Sonderbriefmarke mit seinem Porträt von der österreichischen Post nach einem Entwurf von Ernst Schrom aufgelegt.

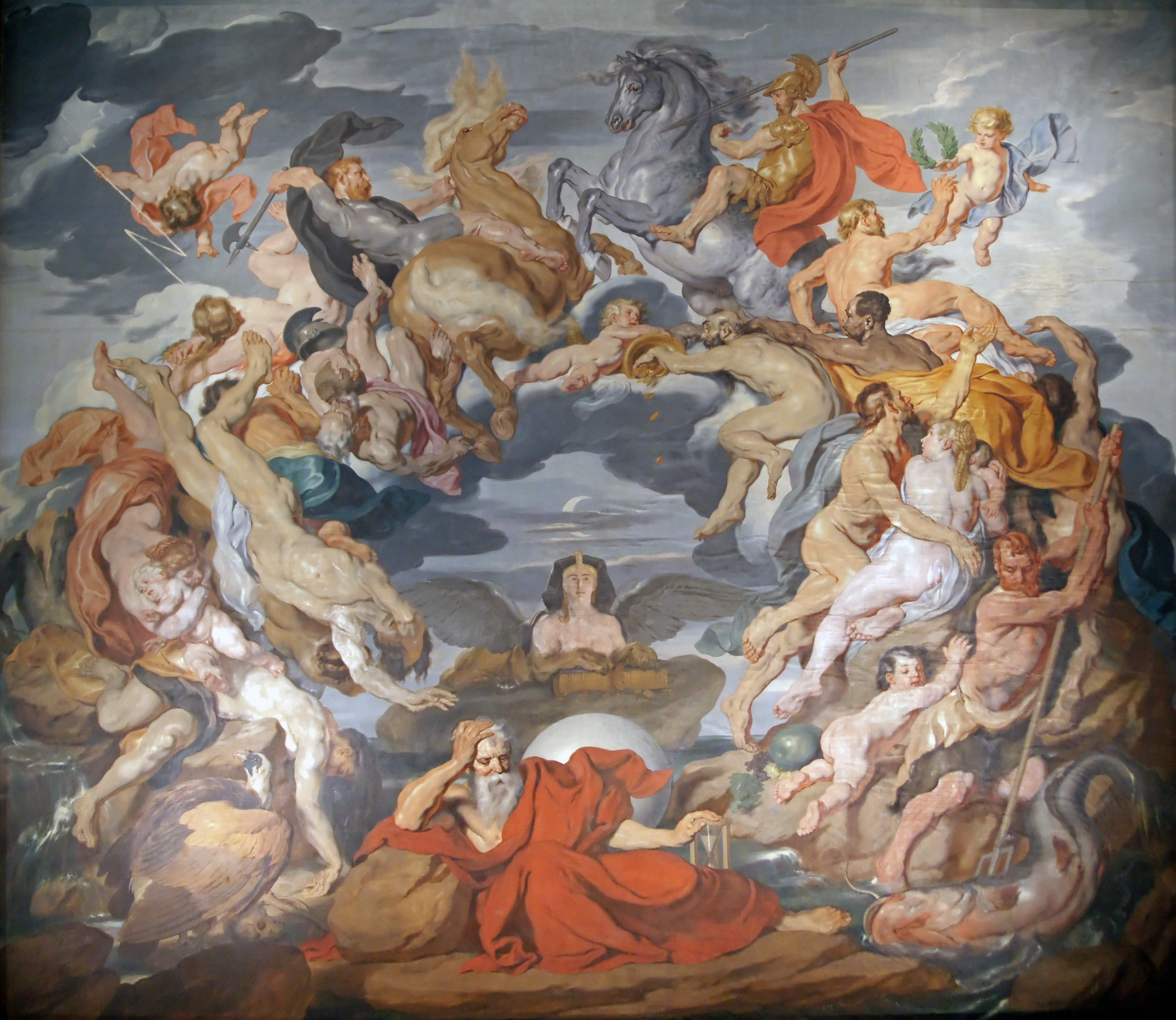
Der Kreislauf des Lebens. Deckenfresko im Naturhistorischen Museum Wien.

## Werke
- Fischermädchen (Linz, Schlossmuseum, Sammlung Pierer), 1859, Öl auf Leinwand, 84,3 × 66,3 cm
- Die Loge Johannis (Wien, Österreichische Galerie Belvedere), 1873, Öl auf Leinwand, 320 × 208 cm
- Mädchen mit Papagei – Die Gattin des Künstlers (Wien, Österreichische Galerie Belvedere), 1876, Öl auf Leinwand, 126 × 84,6 cm
- Putten beim Bahnbau (Wien, Österreichische Galerie Belvedere), um 1876, Öl auf Leinwand, 157 × 280 cm
- Sitzende Venus im Pelzmantel (Wien, Leopold Museum, Inv. Nr. 2018), 1880, Öl auf Leinwand, 118,3 × 82,5 cm
- 4 Lünettenbilder in der Universität Wien
- 12 Lünettenbilder, die Einzelgebiete der Naturwissenschaften darstellend, im Naturhistorischen Museum, Wien
- Kreislauf des Lebens (Wien, Naturhistorisches Museum), 1884–85, Deckengemälde